# The Wild Brunch
The Wild Brunch is de tweede aflevering van het eerste seizoen van de televisieserie Gossip Girl, die in de Verenigde Staten voor het eerst werd uitgezonden op 26 september 2007 op The CW. In Nederland ging de aflevering op 10 juni 2008 in première op Net5.
De aflevering werd in de Verenigde Staten door een kleiner aantal mensen gekeken dan de Pilot. Critici beweerden dat de aflevering niet geloofwaardig was.
De titel van de aflevering refereert aan The Wild Bunch (1969), een film met onder anderen William Holden en Ernest Borgnine.

## Verhaal
Dan en Jenny komen bij van hun zaterdagavond en discussiëren over de afgezaagde manier waarop hij afscheid nam van Serena. Serena besluit Blair te bezoeken tijdens de brunch om het goed te maken. Nate probeert Serena te bereiken en Dan wil tegen Serena vertellen hoeveel hij om haar geeft.
Blair vertelt Serena dat ze weet dat ze seks heeft gehad met haar vriendje Nate. Serena wil het goedmaken, maar Blair zegt haar dat ze uit haar buurt moet blijven. Blair komt later Jenny tegen en nodigt haar uit om haar te helpen met haar brunch.
Lily spreekt af met Rufus om te praten over Serena's ontmoetingen met Dan. Rufus denkt dat Lily dit enkel doet om dicht bij hem te kunnen zijn. Dan zelf komt Chuck tegen en wordt bijna door hem geslagen, maar Nate houdt Chuck tegen. Later komt hij Serena tegen en hij vraagt haar mee uit voor eten. Ze worden ongewild vergezeld door Lily. Om niet met haar opgezadeld te worden, accepteren ze het aanbod om met haar mee te gaan naar een formele brunch, waar Blair, Nate en Chuck ook aanwezig zijn.
Serena confronteert Nate met het tegen Blair vertellen van hun onenightstand. Chuck biedt Blair een sleutel aan naar een hotelkamer voor een vluggertje. Eenmaal in die kamer treffen ze Serena aan, wachtend op Nate. Blair is razend en dreigt tegen Dan te zeggen hoe losbandig Serena kan zijn. Dan ziet ondertussen Lily samen met Bart. Serena haalt Blair in, maar zij en Chuck zeggen ondertussen de waarheid aan Dan over haar affaire met Nate. Chuck noemt Jenny een slet in Dans gezicht. Dan wordt boos en geeft hem een duw, voordat hij vertrekt. Serena rent hem achterna, maar hij wil niets met haar te maken hebben.
Nate vraagt vergiffenis aan Blair en zegt anders de relatie te willen eindigen. Serena staat zonder vrienden.

## Rolverdeling

### Vaste acteurs
- Blake Lively - Serena van der Woodsen
- Leighton Meester - Blair Waldorf
- Penn Badgley - Dan Humphrey
- Chace Crawford - Nate Archibald
- Taylor Momsen - Jenny Humphrey
- Ed Westwick - Chuck Bass
- Kelly Rutherford - Lily van der Woodsen
- Matthew Settle - Rufus Humphrey
- Kristen Bell - Gossip Girl (stem)

### Gastrollen
- Nicole Fiscella - Isabel Coates
- Nan Zhang - Kati Farkas
- Connor Paolo - Eric van der Woodsen
- Sam Robards - Howie 'The Captain' Archibald
- Robert John Burke - Bart Bass
- Zuzanna Szadkowski - Dorota
- Andrew Stewart-Jones - Conciërge
- Jessica Andres - Meisje #1
- Melissa Rocco - Koormeisje #2
- Julia Santucci - Dienstmeid

## Filmmuziek
- Hit Me Up - Gia Farrell
- Stick With Me, Kid - The Broken Remotes
- Shut Up & Drive - Rihanna
- When Did Your Heart Go Missing - Rooney
- Brandenberg Concerto No.3 in G Major - BWV 1048: I. Allegro - Bach
- The Ballad Of Gus & Sam - Ferraby Lionheart
- Tell Me 'bout It - Joss Stone
- The Queen and I - Gym Class Heroes
- Believe - The Bravery[2]

## Internationale uitzendingen
| Land                | Première          |
| ------------------- | ----------------- |
| Verenigde Staten    | 26 september 2007 |
| India               | 9 november 2007   |
| Latijns-Amerika     | 18 november 2007  |
| Australië           | 11 december 2007  |
| Noorwegen           | 2 januari 2008    |
| Zweden              | 5 februari 2008   |
| Filipijnen          | 19 februari 2008  |
| Verenigd Koninkrijk | 3 april 2008      |
| Polen               | 15 april 2008     |
| Nederland           | 10 juni 2008      |